# Jisra'el Guri
Jisra'el Guri (hebrejsky: ישראל גורי, rodným jménem Jisra'el Gurfinkel, ישראל גורפינקל, žil 1893 – 17. září 1965) byl izraelský politik a poslanec Knesetu za stranu Mapaj.

## Biografie
Narodil se v Besarábii v tehdejší Ruské říši. Absolvoval základní židovskou školu, střední školu v Kišiněvu a Oděskou univerzitu. V roce 1919 přesídlil do dnešního Izraele.

## Politická dráha
V mládí byl aktivní v sionistickém hnutí v Kišiněvu. Byl tajemníkem místní pobočky Židovského národního fondu a sionistické organizace v Oděse. Byl členem strany ha-Po'el ha-ca'ir. V letech 1922–1931 zasedal v zaměstnanecké radě v Tel Avivu. Zasedal v parlamentním shromáždění Asifat ha-nivcharim. Byl členem odborové centrály Histadrut, kde působil jako tajemník ústředního auditora. V letech 1929–1950 také zasedal v městské samosprávě Tel Avivu, kde měl na zodpovědnost odbor kultury.
V izraelském parlamentu zasedl poprvé už po volbách v roce 1949, ve kterých byl kandidátem strany Mapaj. Nastoupil do parlamentního výboru pro prozatímní ústavu, výboru pro záležitosti vnitra a výboru pro vzdělávání a kulturu. Mandát obhájil za Mapaj ve volbách v roce 1951. Usedl jako člen do parlamentního výboru pro záležitosti vnitra. Předsedal finančnímu výboru. Zvolení se dočkal na kandidátce Mapaj i po volbách v roce 1955. Byl stále předsedou parlamentního výboru finančního. Za Mapaj uspěl také ve volbách v roce 1959. Byl nadále předsedou finančního výboru. Předsedal podvýboru státní kontroly a podvýboru pro Ejlat. V parlamentu se objevil i po volbách v roce 1961, kdy kandidoval opět za Mapaj a kdy znovu usedl do čela finančního výboru. Zemřel během funkčního období poslance. Jeho místo v Knesetu pak již nebylo vzhledem k blízkosti voleb obsazeno.